# Calopadiopsis
Calopadiopsis — рід лишайників родини Pilocarpaceae. Назва вперше опублікована 2002 року.

## Класифікація
До роду Calopadiopsis відносять 2 види:
- Calopadiopsis aeruginescens — знайдений на листках у підгірному дощовому лісі: Коста-Рика.
- Calopadiopsis tayabasensis — відомий зі східних палеотропіків (Індомалезія, Австралія та Полінезія).